# アクアデザインアマノ
アクアデザインアマノは、観賞魚用器具を製造する企業およびそのブランド名称。創業者および初代社長は写真家の天野尚。その逝去後、夫人の天野しのぶが社長を引き継いだ。

## 概要
自然界の水景をあたかも切り取ったように再現する『ネイチャーアクアリウム』を提唱した企業。鑑賞魚業界では鑑賞魚よりも鑑賞用水草を重視しているブランドであり、水草レイアウトを中心としたプロモーションを得意とする。また、観賞魚業界においてブランドという概念を全面に押し出し、高級感のある商品デザイン（主にガラスの透明感や金属の質感などを用いた物が多い）展開を得意とする。
ブランドの高級感と理念を掲げる月刊誌として『アクアジャーナル』を刊行している。また、本社にはネイチャーアクアリウムを実現した水槽を幾つか展示するネイチャーアクアリウム・ギャラリーがある。
2007年初夏には、ADAが撮影に協力している映画『そのときは彼によろしく』が公開された。

## 通信販売禁止
2009年2月9日、公式ホームページ上にて通信販売禁止がPDF形式で発表された。通信販売禁止が一方的な通知であったこと、ユーザーの利便性を損なう内容であったこと、卸業者の排除、特約店や通販業者に対する通告が販売方法を制限するものであったことから（独占禁止法を参照）、ブログや2ちゃんねるなど、インターネット上で話題を呼んだ。

## 主な製品の一覧
括弧内は主な商品名。
- 照明器具ソーラーシリーズ、アクアスカイシリーズ
- CO2　拡散システム　パレングラス　タワー　アドバンスシステム・フォレスト
- 外部式フィルター（『スーパージェットフィルター』）
- ガラス水槽キューブガーデン　キューブガーデン・スペリア
- 底床材　アクアソイル
- 侘び草（抽水生の植物を利用し、水中でも気中でも育成できる苔玉のようなもの）
- BIOみずくさのもり　組織培養の水草
- アクアコンディショナー
- グリーン・ブライティシリーズ

## テレビ出演
- 僕とお魚と水草の時間〜アクアリウムと暮らす〜（BSジャパン放送：2008年7月11日）